# Plaza de los Virreyes
Plaza de los Virreyes – stacja końcowa metra w Buenos Aires, na linii E. Znajduje się za stacją Varela. Stacja została otwarta 8 maja 1986.